# 덴푸쿠
덴푸쿠(天福, てんぷく)는 일본의 연호(元号) 중 하나이다.
- 전후 : 조에이(貞永) 이후 - 분랴쿠(文暦) 이전.
- 시기 : 1233년
- 천황 : 시조 천황
- 쇼군 : 가마쿠라 막부의 후지와라노 요리쓰네
- 싯켄 : 호조 야스토키

## 개원(改元)
- 조에이 2년 4월 15일(율리우스력 1233년 5월 25일), 개원.
- 덴푸쿠 2년 11월 5일(율리우스력 1234년 11월 27일), 분랴쿠로 개원된다.

## 출전
『서경·탕고』의 「天道，福善禍淫，降災于夏，以彰厥罪。」

## 덴푸쿠 시기에 일어난 일
- 2년
  - 5월 : 주쿄 천황이 붕어하다.
  - 8월 : 고호리카와 천황이 붕어하다.

## 서력과의 대조표
| 덴푸쿠 | 원년   | 2년    |
| ------ | ------ | ------ |
| 서력   | 1233년 | 1234년 |
| 간지   | 계사   | 갑오   |

## 같이 보기
- 일본의 연호 일람
- 천복(天福) : 중국 오대십국 시대의 국가 후진(後晉)의 연호(936년 ~ 944년). 후한에서도 이어서 사용하였다(947년).
- 천복(天福) : 베트남 전 레 왕조의 연호(980년 ~ 988년).

| 이전 조에이 | 일본의 연호 1233년 ~ 1234년 | 다음 분랴쿠 |